# Adelgidae

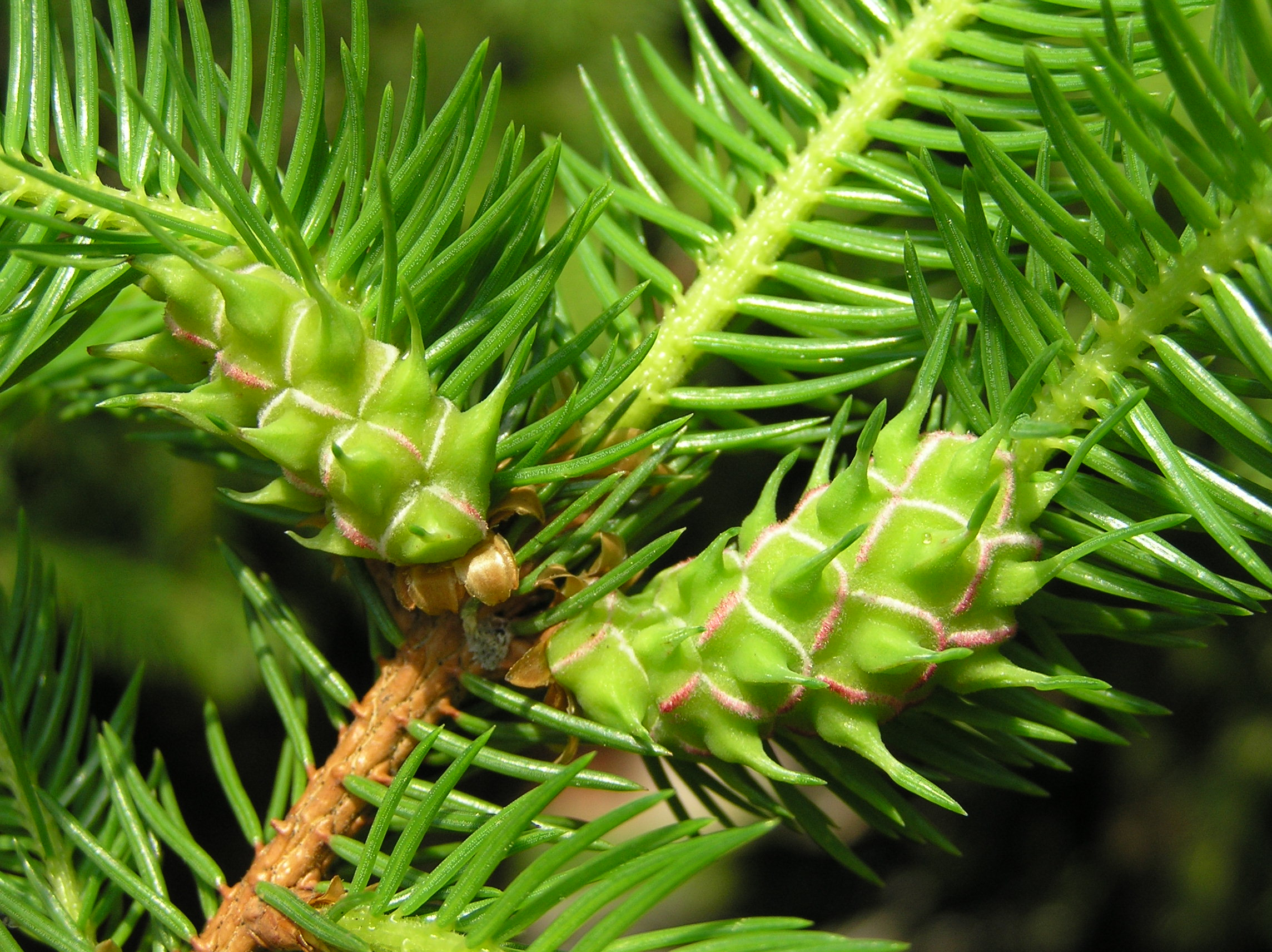
Ananasgallen der Kleinen Fichtengallenlaus Adelges laricis

Die Adelgidae sind eine etwa 70 Arten umfassende Familie der Blattläuse (Aphidoidea), von denen 24 Arten auch in Europa vorkommen. Alle Arten leben auf Nadelbäumen der Kieferngewächse (Pinaceae), viele sind Forstschädlinge mit hoher ökonomischer Bedeutung. Die von vielen Arten auf den Wirtsbäumen (Fichtenarten) erzeugten „Ananasgallen“ sind weitaus auffallender als die winzigen Insekten selbst.

## Lebenszyklus
Der Lebenszyklus der meisten Adelgidenarten ist von seltener Komplexität. Es folgen mehrere Generationen mit unterschiedlichem Körperbau und unterschiedlicher Lebensweise aufeinander, von denen sich eine sexuell, die anderen ungeschlechtlich parthenogenetisch vermehren, in der Regel auf zwei verschiedenen Wirtsarten. Bei den Arten mit vollständigem Lebenszyklus (Holozyklus genannt) folgen fünf morphologisch und in der Lebensweise unterscheidbare Stadien aufeinander, drei davon auf dem Primärwirt – das ist die Wirtsart, auf der auch die geschlechtliche Fortpflanzung erfolgt – zwei auf dem Sekundärwirt. In den Lebenszyklus können noch weitere parthenogenetische Generationen mit gleicher Morphologie eingeschoben sein. Ein Holozyklus benötigt zum Ablauf zwei volle Jahre. Primärwirt ist immer eine Fichtenart (Picea), Sekundärwirt ein anderer Nadelbaum; eine Tanne (Abies), Lärche (Larix), Douglasie (Pseudotsuga), Hemlocktanne (Tsuga) oder Kiefer (Pinus). Die meisten Adelgidenarten sind dabei hochgradig wirtsspezifisch (monophag), nicht nur die Gattung, sondern eine bestimmte Art wird benötigt. In einigen Fällen ist die Art allerdings nach Verschleppung in andere Regionen auf neue Wirtsarten übergegangen, z. B. Dreyfusia piceae in Nordamerika oder Dreyfusia nordmannianae in Mitteleuropa.
Der Wechsel zwischen dem Sekundärwirt zum Primärwirt erfolgt über ein geflügeltes Stadium, das Sexupara genannt wird. Erreichen die Sexuparae eine geeignete Fichtenart, beginnen sie mit der Eiablage. Sie sterben anschließend ab, wobei die Leiche zum Schutz der Eier festsitzen bleibt. Aus den Eiern schlüpfen Nymphen, die sich über vier Nymphenstadien zu einer neuen Generation, Sexualis genannt, entwickeln. Diese besteht aus besonders kleinen, ungeflügelten Männchen und Weibchen mit kurzem Saugrüssel. Die Männchen sind kleiner als die Weibchen, aber laufaktiver, so dass sie auch benachbarte Gelege erreichen können. Nach der Paarung legt das Sexualis-Weibchen (evtl. nach einer Migration zu einem anderen Pflanzenorgan) ein einziges Ei ab. Aus diesem entwickelt sich eine aus ausschließlich Weibchen bestehende Generation, die Fundatrix genannt wird. Die Fundatrix-Nymphe kriecht auf der Wirtspflanze umher, bis sie eine Triebknospe erreicht hat und überwintert dort.
Im folgenden Frühjahr bewirkt das Saugen der Fundatrix an der Knospe, dass diese anschwillt. Nach drei Nymphenstadien legt die imaginale Fundatrix ein großes Eigelege auf der Knospe ab. Aus den Eiern entwickelt sich ein neues Stadium, das Gallicola genannt wird. Das Saugen der Gallicolae führt dazu, dass die bereits angeschwollene Knospe sich zu einer Galle entwickelt. Die Galle, nach der Form Ananasgalle genannt, besteht aus der angeschwollenen und umgeformten Nadelbasis und dem angrenzenden Triebstück. Aus dem geschwollenen, gestauchten Trieb wachsen meist (mehr oder weniger normal aussehende) Nadeln aus. An der Basis jeder Nadel bildet sich eine Kammer aus, in jeder Kammer der Galle sitzt eine Gallicola-Nymphe. Das Gallengewebe ist nährstoffreicher und besitzt weniger Abwehrstoffe (sekundäre Pflanzenstoffe) als das normale Gewebe, es dient den vier Nymphenstadien der Gallicola als Nahrungsbasis. Im Hochsommer beendet die Galle ihr Wachstum. Sie vertrocknet, wobei sich ihre Kammern nach außen öffnen. Die Gallicolae klettern heraus und wandeln sich in einer letzten Häutung zu einem geflügelten Stadium. Die geflügelten Gallicolae verlassen die Fichte und fliegen los, um die Nadelbaumart, die ihnen als Sekundärwirt dient, zu erreichen.
Erreichen die geflügelten Gallicolae einen geeigneten Baum, legen sie sofort Eier ab und sterben nach wenigen Stunden. Aus den Eiern entwickelt sich eine weitere, parthenogenetische (d. h. nur aus Weibchen bestehende) Generation, die nun Exulis genannt wird. Die Exulies-Nymphen überwintern nun je nach Art und Umwelteinflüssen entweder im ersten Nymphenstadium (dann Sistens genannt), oder sie entwickelt sich (nach vier Häutungen) zu adulten Weibchen weiter (dann Progrediens genannt). Diese Stadien folgen bei manchen Arten gesetzmäßig aufeinander, andere sind in ihrer Entwicklung flexibel. In beiden Fällen ist das erste Nymphenstadium der Exules sehr beweglich, mit langen Beinen. Es kann daher neue Teile des Wirtsbaums kolonisieren. Ältere Nymphen und Adulti sind hingegen nahezu unbeweglich. In der Regel sind sie von dichten Wachsausscheidungen bedeckt und umhüllt, die sie in Wachsdrüsen produzieren, die überall auf dem Körper sitzen. Zahlreiche Progrediens-Generationen können nun auf dem Sekundärwirt aufeinander folgen, bis schließlich überwinternde Sistentes erzeugt werden. Nach der Überwinterung entwickeln sich einige Sistentes weiter zu geflügelten Sexuparae, die auf der Suche nach dem Primärwirt losfliegen. Damit ist der Zyklus geschlossen.
Als ob dies nicht kompliziert genug wäre, gibt es einige Adelgidenarten, die von diesem Zyklus abweichen. Bei ihnen ist der Zyklus vereinfacht, indem der Wirtswechsel aufgegeben wurde. Sie entwickeln sich je nach Art entweder ausschließlich auf dem Primärwirt, oder ausschließlich auf dem Sekundärwirt, Anholozyklus genannt. Alle anholozyklischen Arten haben die sexuelle Vermehrung aufgegeben und vermehren sich ausschließlich parthenogenetisch. Entweder folgen auf dem Primärwirt Gallicola und Fundatrix-Generationen immer direkt aufeinander (gallerzeugende Arten), oder es werden auf dem Sekundärwirt ausschließlich Exules gebildet (nicht gallerzeugende Arten). Eine häufige anholozyklische Art in Europa ist beispielsweise Pineus pini auf Waldkiefer (Pinus sylvestris).
Der komplizierte Lebenszyklus mit bis zu fünf morphologisch unterscheidbaren Stadien auf zwei Baumarten hat dazu geführt, dass zahlreiche Arten der Adelgidae in verschiedenen Stadien mehrfach beschrieben worden sind. Es gibt daher zahlreiche Synonyme. Ein entsprechender Fall in Japan wurde erst 2011 aufgeklärt.

## Merkmale
Die Adelgidae sind, gemeinsam mit den Arten der Familie Phylloxeridae, die einzigen in allen Stadien eierlegenden Blattläuse. Alle anderen Blattlausarten sind in allen parthenogenetischen Generationen lebendgebärend (vivipar). Eine weitere Gemeinsamkeit mit den Phylloxeridae ist das Fehlen der bei den meisten anderen Blattläusen am Hinterleib sitzenden Siphonen oder Siphunculi, ein Paar von ringförmig bis zu lang röhrenförmig ausgebildete Organe, die ein Alarm-Pheromon abgeben.
Adelgidae sind kleine Blattläuse, sie erreichen Körperlängen zwischen etwa 0,7 und 1,5 Millimeter. Geflügelte Tiere besitzen im Vorderflügel (neben den Längsadern am Flügelvorderrand) nur drei schräge Adern (die Radiusschaltader Rs fehlt). Im Vorderflügel sind die beiden Äste des Cubitus von der Basis an getrennt, im Hinterflügel ist nur eine schräge Ader ausgebildet. Die Flügel werden in Ruheposition dachartig über dem Hinterleib getragen. Die Antennen der geflügelten Stadien besitzen fünf Segmente, wobei die letzten drei ein auffallendes Sinnesfeld (Sensorium, hier Rhinarium genannt) tragen. Der Saugrüssel (Rostrum) bleibt für Blattläuse verhältnismäßig kurz. Alle imaginalen Weibchen besitzen noch einen konischen, teilweise reduzierten, Legebohrer (Ovipositor), der bei den anderen Blattläusen verlorengegangen ist. Am Hinterleib sitzen sechs Stigmenpaare, von denen eines schlecht sichtbar ist.
Die ungeflügelten Stadien und Nymphen besitzen einen rundlichen bis kurzovalen Körperumriss; sie sind hochgewölbt mit flacher Unterseite. Alle Stadien (auch die geflügelten) tragen zahlreiche kleine Sklerite mit Wachsdrüsen im Zentrum, die segmental in Reihen angeordnet sind. Das lebende Tier ist meist von abgeschiedenen Wachsfäden mehr oder weniger weit verhüllt. Die Imagines und Nymphen besitzen drei Fühlerglieder (bei Sexuales und ihren Nymphenstadien vier) mit zwei Rhinaria.

## Taxonomie
Nach der von Carl von Linné beschriebenen Gattung Chermes wurde die Familie lange Zeit Chermidae genannt. Der Name wurde unterdrückt, weil sich die Typusart der Gattung nicht auf eine Blattlaus bezieht (Chermes alni L., heute Psylla alni), sondern zu den Blattflöhen (Psylloidea) gehört.
Die Taxonomie der Adelgidae ist verworren. Dies liegt daran, dass es zwei Systeme der Namensgebung gibt, die beide bis heute Verwendung finden. Das amerikanische System erkennt nur zwei Gattungen, Adelges und Pineus, an, die dann beide monotypisch eine Unterfamilie (Adelginae, Pineinae) bilden; diese werden nach den Stigmen am sechsten Abdominalsegment unterschieden (bei Pineus fehlend). Nach dem europäischen System wird die Gattung Pineus gleich aufgefasst (selten wurde auch die Untergattung Pineodes als Gattung angesehen), innerhalb der Adelginae aber (einem Vorschlag von Carl Börner folgend) eine Reihe weiterer Gattungen unterschieden, denen nach dem anderen System nur der Rang von Untergattungen zukommt. Die folgende Aufstellung mit einigen beispielhaften Arten erfolgt nach dem europäischen System.
- Unterfamilie Pineinae
  - Gattung Pineus
- Unterfamilie Adelginae
  - Gattung Adelges
    - Rote Fichtengallenlaus (Adelges laricis)

  - Gattung Aphrastasia
  - Gattung Cholodkovskya
  - Gattung Dreyfusia
    - Weißtannentrieblaus (Dreyfusia nordmannianae)
    - Tannenstammlaus (Dreyfusia piceae)

  - Gattung Gilletteella
  - Gattung Sacchipanthes
    - Grüne Fichtengallenlaus (Sacchiphantes viridis)
    - Gelbe Fichtengallenlaus (Sacchiphantes abietes)

Die Adelgidae sind gemeinsam mit den Phylloxeridae in einer Reihe von Merkmalen, insbesondere der Tatsache, dass die Weibchen in beiden Familien Eier legen, von den anderen Blattläusen abgesondert. Viele Autoren vereinigen beide Familien in einer gemeinsamen Gruppe, meist als Überfamilie, dann Phylloxeroidea genannt. Nach anderen ist die engere Verwandtschaft der beiden Familien nicht gesichert. Sie stellen dann die Adelgidae in eine eigene Überfamilie Adelgoidea. Diesem System (modern z. B. nach Heie & Wegierek) wird hier gefolgt. Die Adelgoidea sind monotypisch, was lebende Familien angeht, ihnen werden aber auch die ausgestorbenen, nur fossil überlieferten Familien Mesozoicaphididae Heie & Pike, 1992 und Elektraphididae Steffan, 1968 zugeordnet.